# Kvadratna antiprizma
| Kvadratna antiprizma         | Kvadratna antiprizma                               |
| ---------------------------- | -------------------------------------------------- |
|                              |                                                    |
| Vrsta                        | prizmatični uniformni polieder                     |
| Elementi                     | F = 10, E = 16, V =8 ({\displaystyle \chi \,} = 2) |
| Stranske ploskve na stranico | 8{3} + 2{4}                                        |
| Coxeter-Dinkinov diagram     |                                                    |
| Simetrijska grupa            | D4d, [2+8], red 16, (2*4)                          |
| Sklici                       | U04, C02, W67                                      |
| Vrtilna grupa                | D4 [4,2]+, (442), red 8                            |
| Dualni polieder              | štiristrani trapezoeder                            |
| Lastnosti                    | konveksna                                          |
| Slika oglišč 3.3.3.4         |                                                    |

Kvadratna antiprizma je v geometriji druga v neskončni množici antiprizem s sodim številom trikotniških stranskih ploskev zaprtih z dvema pravilnima mnogokotnikoma. Znana je tudi kot antikocka.  Sestavljena je iz dveh kvadratov, ki sta povezana med seboj z obročem osmih trikotnikov. Tako ima skupaj 10 stranskih ploskev.
Kvadratna antiprizma ima Wythoffov simbol enak |2 2 4 oziroma 2|2 8.
Če so vse njene stranske ploskve pravilne, spada med polpravilne ali uniformne poliedre.
Če je osem točk porazdeljenih po ploskvi sfere tako, da je razdalja med njimi kar najbolj velika, potem oblika, ki se jo dobi, odgovarja kvadratni antiprizmi, ne pa kocki. Različni primeri vključujejo največje razdalje do najbližje točke.

## Molekule s kvadratno antiprizmatično geometrijo
V skladu s teorijo lupin valenčnih elektronskih parov molekularne geometrije v kemiji, ki je osnovana na splošnem načelu čim večje razdalje med točkami, je kvadratna antiprizma največkrat uporabljana geometrija, kadar je osem parov elektronov okrog osrednjega atoma.

## Sorodni poliedri
Kot antiprizma pripada kvadratna antiprizma družini poliedrov, ki vključujejo še oktaeder, petstrano, šeststrano in osemstrano antiprizmo.